# Liste der politischen Parteien in Frankreich
Die Liste der politischen Parteien in Frankreich vermittelt einen Überblick über aktuell bestehende Parteien in Frankreich. Nach Artikel 4 der französischen Verfassung wirken die politischen Parteien und Gruppierungen bei den Wahlentscheidungen mit. Dabei müssen sie die nationale Souveränität und die Grundsätze der Demokratie achten.

## Parteien
| Name                                           | Name (französisch)                          | Abkürzung | Parteichef                                   | Logo        | Politische Position |
| Diverse                                        | Diverse                                     | Diverse   | Diverse                                      | Diverse     | Diverse |
| ---------------------------------------------- | ------------------------------------------- | --------- | -------------------------------------------- | ----------- | --- |
| Republikanische Volksunion                     | Union populaire républicaine                | UPR       | François Asselineau                          |             | Frexit, Gaullismus, republikanische Souveränität                                                                                             |
| Radikale Linke                                 |                                             |           |                                              |             | |
| Neue Antikapitalistische Partei                | Nouveau Parti Anticapitaliste               | NPA       | Olivier Besancenot                           |             | antikapitalistisch, demokratischer Sozialismus                                                                                               |
| Arbeiterkampf                                  | Lutte Ouvrière                              | LO        | Nathalie Arthaud                             |             | trotzkistisch |
| Linke Partei                                   | Parti de gauche                             | PG        | Éric Coquerel und Danielle Simonnet          |             | demokratischer Sozialismus, republikanisch, Ökologismus                                                                                      |
| Kommunistische Partei Frankreichs              | Parti communiste français                   | PCF       | Pierre Laurent                               |             | Eurokommunismus, Kommunismus |
| Rebellisches Frankreich                        | La France insoumise                         | FI        | Jean-Luc Mélenchon                           | Logo der FI | Demokratischer Sozialismus, Ökosozialismus, Republikanismus, Antikapitalismus, Globalisierungskritik, EU-Skepsis, Laizismus, Linkspopulismus |
| Linker Flügel                                  |                                             |           |                                              |             | |
| Sozialistische Partei                          | Parti Socialiste                            | PS        | Jean-Christophe Cambadélis                   | Logo der PS | Sozialdemokratie |
| Staatsbürgerlich-Republikanische Bewegung      | Mouvement républicain et citoyen            | MRC       | Jean-Luc Laurent                             |             | Sozialismus, Republikanismus |
| Die moderne Linke                              | La Gauche moderne                           | LGM       | Jean-Marie Bockel                            |             | Sozialliberalismus |
| Grüne Politik                                  |                                             |           |                                              |             | |
| Europa Ökologie – Die Grünen                   | Europe Écologie-Les Verts                   | EELV      | David Cormand                                |             | Grüne Politik, linke Richtung |
| Unabhängige ökologische Bewegung               | Mouvement écologiste indépendant            | MEI       | Antoine Waechter                             |             | Grüne Politik, Umweltschutz, Anti-Atomkraft-Bewegung                                                                                         |
| Umweltschutzpartei                             | Parti écologiste                            | PE        | François de Rugy                             |             | Grüne Politik, Sozialliberalismus, Europäischer Föderalismus, Umweltschutz, Grün-Liberalismus                                                |
| Zentrismus                                     |                                             |           |                                              |             | |
| Wiedergeburt                                   | Renaissance                                 | RE        | Stéphane Séjourné                            |             | Liberalismus, Neoliberalismus, Progressivismus, Pro-europäisch                                                                               |
| Demokratische Bewegung                         | Mouvement démocrate                         | MoDem     | François Bayrou                              |             | Zentrismus, Liberalismus |
| Die Zentristen                                 | Les Centristes                              | LC        | Hervé Morin                                  |             | Liberalismus, Zentrismus, eher christdemokratisch orientiert                                                                                 |
| Radikale Valoisische Partei                    | Parti radical valoisien                     | RAD       | Laurent Hénart                               |             | Liberalismus, Radikalismus |
| Union der Demokraten und Unabhängigen          | Union des démocrates et indépendants        | UDI       | Jean-Christophe Lagarde                      |             | Liberalismus, Zentrismus, eher christdemokratisch orientiert                                                                                 |
| Volt Frankreich                                | Volt France                                 | Volt      | Cécile Richard, Adrien Copros                |             | Europäischer Föderalismus, Progressivismus, Sozialliberalismus                                                                               |
| Horizons                                       | Horizons                                    |           | Édouard Philippe                             |             | Mitte-rechts, Liberalismus, Pro-Europäismus                                                                                                  |
| Agir                                           | Agir                                        |           | Franck Riester                               |             | Liberalismus, Pro-Europäismus |
| Rechter Flügel                                 |                                             |           |                                              |             | |
| Die Republikaner                               | Les Républicains                            | LR        | Laurent Wauquiez, Bernard Accoyer (de facto) |             | Konservatismus |
| Steh auf, Frankreich                           | Debout la France                            | DLF       | Nicolas Dupont-Aignan                        |             | Gaullismus, Republikanismus, Souveränismus, EU-Skepsis                                                                                       |
| Nationales Zentrum der Unabhängigen und Bauern | Centre national des indépendants et paysans | CNI, CNIP | Bruno North                                  |             | Konservatismus |
| Lasst uns frei sein                            | Soyons libres                               | SL        | Valérie Pécresse                             |             | |
| Radikale Rechte                                |                                             |           |                                              |             | |
| Nationale Sammlungsbewegung                    | Rassemblement National                      | RN        | Marine Le Pen                                |             | Nationalismus, Rechtspopulismus, EU-Skepsis, Islamkritik                                                                                     |
| Rückeroberung                                  | Reconquête                                  | REC       | Éric Zemmour                                 |             | Rechtsextremismus, Nationalkonservatismus, Souveränismus, EU-Skepsis, Protektionismus                                                        |
| Süd Liga                                       | Ligue du Sud.                               | LDS       | Jacques Bompard                              |             | Regionalismus, Populismus |

## Mandate
| Partei | Partei                                                        | Assemblée nationale | Assemblée nationale | Assemblée nationale |
| Partei | Partei                                                        | Mandate | Fraktion            | Mandate             |
| ------ | ------------------------------------------------------------- | --- | ------------------- | ------------------- |
|        | Renaissance (156 / 158) (mit Agir und Territoires de Progrès) | 156 | RE                  | 170                 |
|        | En commun                                                     | 4 - Mireille Clapot - Stella Dupont - Ingrid Dordain - Cécile Rilhac | RE                  | 170                 |
|        | Parti radical valoisien                                       | 3 - Bastien Marchive - David Valence - Joël Giraud → Béatrice Descamps: vgl. UDI/PRV (LIOT) | RE                  | 170                 |
|        | Fédération progressiste                                       | 2 - Christine Decodts - Benoît Bordat | RE                  | 170                 |
|        | Calédonie ensemble                                            | 1 - Philippe Dunoyer | RE                  | 170                 |
|        | Générations NC                                                | 1 - Nicolas Metzdorf | RE                  | 170                 |
|        | Sonstige                                                      | 3 - Virginie Lanlo (UDI, Stellvertretend) - Damien Abad - Stéphane Vojetta | RE                  | 170                 |
|        | Rassemblement National                                        | 83 | RN                  | 88                  |
|        | L’Avenir français                                             | 5 - Alexandre Loubet - Thomas Ménagé - Alexandre Sabatou - Jean-Philippe Tanguy - Michaël Taverne | RN                  | 88                  |
|        | La France insoumise                                           | 44 | LFI                 | 75                  |
|        | Parti de Gauche                                               | 21 - Ugo Bernalicis - Christophe Bex - Manuel Bompard - Idir Boumertit - Sylvain Carrière - Hadrien Clouet - Éric Coquerel - Alexis Corbière - David Guiraud - Bastien Lachaud - Maxime Laisney - Antoine Léaument - Arnaud Le Gall - Sarah Legrain - Élisa Martin - Frédéric Mathieu - Adrien Quatennens - Danielle Simonnet - Andrée Taurinya - Matthias Tavel - Léo Walter | LFI                 | 75                  |
|        | Gauche écosocialiste                                          | 4 - Clémentine Autain - Hendrik Davi - Michel Sala - Marianne Maximi | LFI                 | 75                  |
|        | Parti ouvrier indépendant                                     | 1 - Jérôme Legavre | LFI                 | 75                  |
|        | Révolution écologique pour le vivant                          | 1 - Aymeric Caron | LFI                 | 75                  |
|        | Picardie debout                                               | 1 - François Ruffin | LFI                 | 75                  |
|        | Rézistan’s Égalité 974                                        | 2 - Jean-Hugues Ratenon - Perceval Gaillard | LFI                 | 75                  |
|        | Péyi-A (1 / 2)                                                | 1 - Jean-Philippe Nilor | LFI                 | 75                  |
|        | Les Républicains                                              | 61 | LR                  | 62                  |
|        | Union des démocrates et indépendants (1 / 7)                  | 1 - Meyer Habib | LR                  | 62                  |
|        | Mouvement démocrate                                           | 46 | MoDem               | 51                  |
|        | Renaissance (2 / 158)                                         | 2 - Christophe Blanchet - Blandine Brocard | MoDem               | 51                  |
|        | Parti radical de gauche                                       | 1 - Olivier Falorni | MoDem               | 51                  |
|        | Refondation républicaine                                      | 1 - Estelle Folest | MoDem               | 51                  |
|        | Rassemblement saint-martinois                                 | 1 - Frantz Gumbs | MoDem               | 51                  |
|        | Horizons                                                      | 27 - Xavier Albertini - Henri Alfandari - Xavier Batut - Béatrice Bellamy - Agnès Carel - Paul Christophe - Félicie Gérard - François Gernigon - François Jolivet - Loïc Kervran - Stéphanie Kochert - Luc Lamirault - Anne Le Hénanff - Didier Lemaire - Lise Magnier - Laurent Marcangeli (LFA/CCB) - Naïma Moutchou - Jérémie Patrier-Leitus - Christophe Plassard - Marie-Agnès Poussier-Winsback - Philippe Pradal (LFA) - Isabelle Rauch - Vincent Thiébaut - Frédéric Valletoux (LFA) - André Villiers - Anne-Cécile Violland - Thierry Benoit | HOR                 | 28                  |
|        | Alliance centriste (1 / 2)                                    | 1 - Jean-François Portarrieu | HOR                 | 28                  |
|        | Parti socialiste                                              | 29 | SOC                 | 31                  |
|        | Parti progressiste martiniquais                               | 1 - Johnny Hajjar | SOC                 | 31                  |
|        | Parti progressiste démocratique guadeloupéen                  | 1 - Christian Baptiste | SOC                 | 31                  |
|        | Europe Écologie-Les Verts                                     | 16 | ECO                 | 23                  |
|        | Génération.s                                                  | 4 - Sébastien Peytavie - Benjamin Lucas - Sophie Taillé-Polian - Karim Ben Cheïkh | ECO                 | 23                  |
|        | Génération écologie                                           | 1 - Delphine Batho | ECO                 | 23                  |
|        | Sonstige                                                      | 2 - Jean-Claude Raux (Territoires 44) - Hubert Julien-Laferrière | ECO                 | 23                  |
|        | Parti communiste français                                     | 12 | GDR                 | 22                  |
|        | Tāvini huiraʻatira                                            | 3 - Tematai Le Gayic - Steve Chailloux - Mereana Reid Arbelot | GDR                 | 22                  |
|        | Pour La Réunion                                               | 2 - Karine Lebon - Frédéric Maillot | GDR                 | 22                  |
|        | Péyi-A (1 / 2)                                                | 1 - Marcellin Nadeau | GDR                 | 22                  |
|        | Mouvement de décolonisation et d’émancipation sociale         | 1 - Jean-Victor Castor | GDR                 | 22                  |
|        | Le Progrès                                                    | 1 - Emeline K/Bidi | GDR                 | 22                  |
|        | Sonstige                                                      | 2 - Jiovanny William - Davy Rimane | GDR                 | 22                  |
|        | Union des démocrates et indépendants (6 / 7)                  | 6 - Guy Bricout - Béatrice Descamps (PRV) - Pierre Morel-À-L'Huissier - Christophe Naegelen - Jean-Luc Warsmann - Estelle Youssouffa | LIOT                | 22                  |
|        | La Convention (2 / 3)                                         | 2 - Jean-Louis Bricout - Benjamin Saint-Huile | LIOT                | 22                  |
|        | Les Centristes - Le Nouveau Centre                            | 1 - Charles de Courson | LIOT                | 22                  |
|        | Régions et peuples solidaires                                 | 1 - Paul Molac | LIOT                | 22                  |
|        | Femu a Corsica                                                | 2 - Michel Castellani - Jean-Félix Acquaviva | LIOT                | 22                  |
|        | Partitu di a Nazione Corsa                                    | 1 - Paul-André Colombani | LIOT                | 22                  |
|        | Réunion libre                                                 | 1 - Nathalie Bassire | LIOT                | 22                  |
|        | Archipel demain                                               | 1 - Stéphane Lenormand | LIOT                | 22                  |
|        | Sonstige                                                      | 7 - PS diss. - Martine Froger - Laurent Panifous - David Taupiac - Unabh. - Bertrand Pancher - Yannick Favennec-Bécot - Unabh. Guadeloupe: - Max Mathiasin - Olivier Serva | LIOT                | 22                  |
|        | Debout la France                                              | 1 - Nicolas Dupont-Aignan | NI                  | 5                   |
|        | La Convention (1 / 3)                                         | 1 - David Habib | NI                  | 5                   |
|        | Alliance centriste (1 / 2)                                    | 1 - Jean-Charles Larsonneur | NI                  | 5                   |
|        | Sonstige                                                      | 2 - Véronique Besse - Emmanuelle Ménard | NI                  | 5                   |